# てんびん座アルファ星
てんびん座α星（てんびんざアルファせい、α Lib / alpha Librae）は、太陽系からてんびん座の方向約78光年の距離にある連星系。少なくとも4つの恒星からなる多重連星系であると考えられている。

## 特徴
地球からは、α1星（α星B）とα2星（α星A）の2つの星が231秒（3分51秒）離れて見える。この星系で最も明るく見える2.75等のα星Aは、共にA型のスペクトルを持つ3.3等のAa星と3.7等のAb星からなる分光連星である。Aa星とAb星は太陽-水星間の距離（約0.4 天文単位 (au)）に匹敵するほど近接した距離で互いを周回していると見られている。α星Aのペアから約5,500 auほど離れた距離にあるF型主系列星のα星Bもまた分光連星である。また、α星Aから約2.6 °のところに見えるG型主系列星の7等星「てんびん座KU星」もこの星系のメンバーであるとする説が提唱されている。これらの星は、同じ約2億年前に誕生し、天球上で同じような固有運動を見せる「カストル運動星団」のメンバーであると考えられている。
黄道から非常に近い位置にあるため、月やごくまれに惑星による掩蔽（星食）が起こる。2052年11月10日には水星による掩蔽が予測されている。

## 名称
固有名ズベンエルゲヌビ (Zubenelgenubi) は、アラビア語で「南の爪」を意味する الزبن الجنوبي (az-zuban al-janūbiyy) に由来する。また別の説で الزبانا الجنوبي （az-zubānā al-ğanūbī、ズバーナー・ジャヌービー）の表記もある。これらの名称は、てんびん座の領域が古くはさそり座の爪を表していたことに由来している。また、アラビア語で「皿」を意味するキファとラテン語で「南」を意味するアウストラリスを合成したキファ・アウストラリス（Kiffa Australis,Elkhiffa Australis 「南の（天秤の）皿」）という名で呼ばれることもあった。
2016年8月21日、国際天文学連合の恒星の命名に関するワーキンググループ (Working Group on Star Names, WGSN) は、Zubenelgenubi をてんびん座α2星A（α星Aa）の固有名として正式に承認した。